# Lillehammer (kommune)
Lillehammer je kommune v norském kraji (fylke) Innlandet. Žije tam 28 768 obyvatel (stav k 1. lednu 2024) a nachází se na severním konci jezera Mjøsa. Správním centrem je město Lillehammer, ve kterém se v roce 1994 konaly zimní olympijské hry

## Geografie
Kommune Lillehammer se nachází v centru kraje (fylke) Innlandet a hraničí na severu s kommune Øyer, na východě a jihovýchodě s Gjøvik, na jihu s Ringsaker, na jihozápadě s Nordre Land a na severozápadě s Gausdal. Zahrnuje území kolem severního konce severozápadního ramene jezera Mjøsa, které je největším jezerem v Norsku. Severem území protéká řeka Lågen která se severně od města Lillehammer vlévá do jezera Mjøsa. Teče z údolí Gudbrandsdalen směrem do jezera Mjøsa. Na jejím východním břehu se nachází město Fåberg. Ze severozápadu přitéká řeka Gausa a jižně od Fåbergu se vlévá do řeky Lågen, těsně před ústím do jezera. Město Lillehammer se nachází na severovýchodním břehu jezera Mjøsa. Ve městě se do jezera vlévá řeka Mesna.
Celková plocha kommune je 477,94 km², z toho vnitrozemské vody mají celkem 27,22 km².

## Příroda
Geologii komune Lillehammer tvoří převážně sparagmit, na živec bohatý pískovec vzniklý na počátku kambria. Ve Fåbergu kolem dolního toku řeky Gausy jsou zemědělské oblasti, dále na západ a na jih (Saksumdalen) se nacházejí velké lesní oblasti a ve vyšších polohách východně od města Fåberg jsou hojně navštěvovaná turistická střediska. Delta řeky Lågen je chráněna jako přírodní rezervace kvůli svému významu pro ptactvo a biologickou rozmanitost. Celková rozloha přírodní rezervace činí dvě procenta rozlohy komune. Na východě a na západě řeky Lågen a jezera Mjøsa terén stoupá a dosahuje výšek až 1000 m, Nadmořská výška Nevelfjell činí 1091,5 m. Je to nejvyšší bod v kommune Lillehammer.

## Podnebí
Komune Lillehammer má kontinentální klima s chladnými zimami a horkými léty. Roční průměrná teplota je 4,4 °C, s měsíčním průměrem −6,1 °C v lednu a 16,1 °C v červenci. Roční úhrn srážek je 717 mm, nejsuššími měsíci jsou únor až duben a nejvlhčí srpen.

## Obyvatelstvo
Většina obyvatel žije podél břehů řeky Lågen a jezera Mjøsa a v menší míře také v Gausdal, v údolí řeky Gausa. Díky rozmachu turistiky v horských oblastech se i tam zvyšuje počet obyvatel. Zemědělská oblast je hustě obydlená, včetně měst Jørstadmoen, Fåberg a Vingrom. Lillehammer zažil růst populace v celém poválečném období. V desetiletém období 2015 až 2024 to bylo 5,4 procent.
V kommune je několik sídelních oblastí nazývaných tettsted, tedy sídelních oblastí, které se pro statistické účely počítají jako města. Největší tettsted je město Lillehammer s 21 468 obyvateli. Dalšími jsou Jørstadmoen s 656, Fåberg s 682, Vingrom se 752 a Vingnes s 1524 obyvateli (k 1. lednu 2024).
Obyvatelé kommune se nazývají Lillehamring. Stejně jako v mnoha kommune v kraji (fylke) Innlandet je oficiálním psaným jazykem bokmål, nejrozšířenější ze dvou norských jazykových forem.
| Rok            | 1986   | 1990   | 1995   | 2000   | 2005   | 2010   | 2015   | 2020   |
| -------------- | ------ | ------ | ------ | ------ | ------ | ------ | ------ | ------ |
| Počet obyvatel | 22 128 | 22 782 | 24 170 | 24 724 | 25 075 | 26 381 | 27 300 | 28 345 |

## Tettstedy v kommune Lillehammer
| Číslo | Obrázek | Jméno       | Počet obyvatel | Plocha v km² |
| ----- | ------- | ----------- | -------------- | ------------ |
| 1501  |         | Lillehammer | 21 468         | 11.53        |
| 1502  |         | Jørstadmoen | 656            | 0.8          |
| 1503  |         | Fåberg      | 682            | 0.52         |
| 1505  |         | Vingrom     | 752            | 0.64         |
| 1506  |         | Vingnes     | 1524           | 0.97         |

## Historie
Lillehammer byla malá osada s asi 50 obyvateli, které byla udělena obchodní práva a v srpnu 1827 se z ní stal kjøpstad. Cílem bylo vytvořit zastávku pro cestující a překladiště zboží na strategicky výhodném místě na severním konci jezera Mjøsa a na jižním konci dopravního koridoru Gudbrandsdalen. V roce 1827 získal Lillehammer svůj první městský plán. Město vzniklo kolem farmy Hammar. Plán města obsahoval dvě ulice probíhající převážně paralelně s břehem jezera Mjøsa, které protínalo deset ulic příčných. Starým centrem města protéká řeka Mesna, na které bylo postupem času vybudováno velké množství průmyslových závodů. Během dvou let počet obyvatel vzrostl na 360.V roce 1842 byla Lillehammeru udělena městská práva. V roce 1856 byl na jezeře uveden do provozu parník Skibladner. V roce 1894 následovalo napojení na norskou železniční síť. Město tak bylo rychle a snadno dostupné a díky příznivému suchému vnitrozemskému klimatu se vyvinulo v rekreační středisko pro lidi s plicními chorobami. Brzy následovali první turisté, kteří ocenili sněhovou jistotu, a umělci, kteří byli fascinováni zvláštním světlem. Kromě toho se zde usadily první společnosti, mimo jiné, přádelna bavlny. Velmi významné bylo pro město pořádání zimních olympijských her 1994.
Kommune Lillehammer vznikla v rámci zavádění místní samosprávy v roce 1837. K 1.lednu 1906 pak k ní byla přičleněna oblast se 140 obyvateli, která dříve patřila k městu Fåberg. 1. ledna 1964 byl i Fåberg s 13 381 obyvateli začleněn do Lillehammeru. Před připojením měl Lillehammer 5 905 obyvatel. Do 31. prosince 2019 patřil Lillehammer tehdejšímu kraji (fylke) Oppland a město Lillehammer bylo jeho správní centrum. Oppland byl v rámci regionální reformy 1. ledna 2020 začleněn do nově vytvořeného kraje (fylke) Innlandet.

## Hospodářství a infrastruktura

### Doprava
Přes kommune Lillehammer vede v severojižním směru evropská trasa dálnice E6, Vede od jihu podél západní strany jezera Mjøsa do vesnice Vingnes. Odtud přes most do města Lillehammer na protějším břehu. Z Lillehammeru pokračuje na sever podél východního břehu řeky Lågen. Spojuje mimo jiné města Moelv, Brumunddal a Hamar.

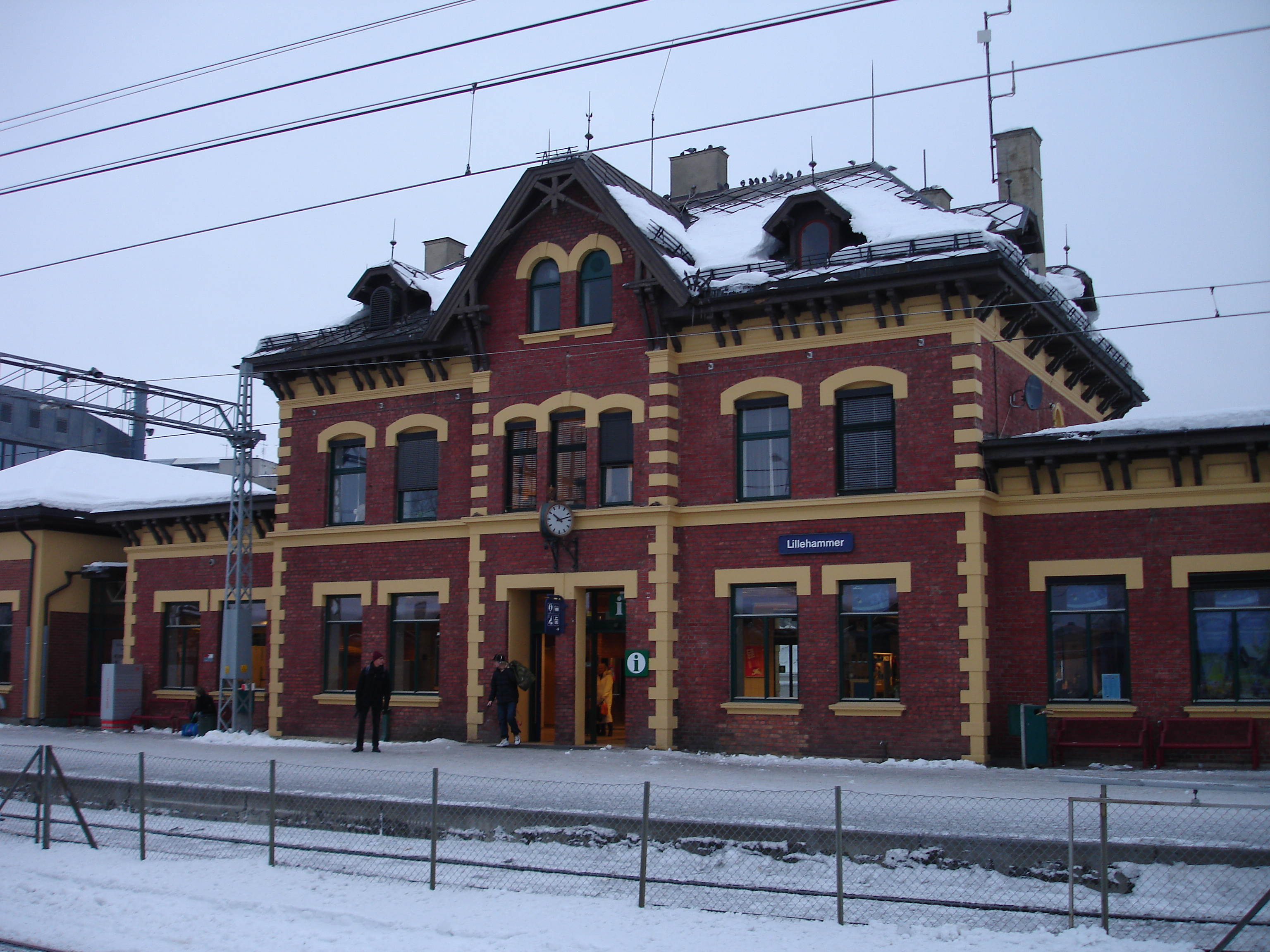
Nádraží Lillehammer

Severojižním směrem přes kommune Lillehammer také prochází železniční trať Dovrebanen. Je to železniční trať z hlavního města Oslo do Trondheim. Vede rovněž podél řeky Lågen, ale na rozdíl od E6 vede stále podél východního břehu jezera Mjøsa. Trať dovrebanen má stanici ve městě Lillehammer a zastávku v Hunderfossen na severu kommune. Nádraží  v Lillehammeru bylo otevřeno v roce 1894, když byla uvedena do provozu železniční trať z Hamar do Tretten. Stanice se nachází přibližně 185 kilometrů od hlavního nádraží Oslo S. Od roku 1986 je zastávka též v Hunderfossen.

### Ekonomika
Ekonomickým centrem celé oblasti údolí Gudbrandsdalen je město Lillehammer. Zatímco průmysl ztratil na významu, obchod a sektor služeb na významu nabyl. Průmysl se původně usadil hlavně podél řeky Mesna, která sloužila k výrobě elektřiny.
V bývalé kommune Fåberg se podél řeky Gausa nacházejí půdy zvláště vhodné pro zemědělství. Pěstuje se tam obilí. Především je však rozšířen zejména chov zvířat.
Horské oblastí východně od města navštěvuje v zimě mnoho turistů. Kommune Lillehammer patří k turisty nejvíce navštěvovaným. Známá lyžařská střediska jsou Hafjell, Nordseter a Sjusjøen.
Ve městě Jørstadmoen je velitelství kybernetické divize norských ozbrojených sil Cyberforsvaret.
V kommune jsou dvě vodní elektrárny. Elektrárna Hunderfossen byla uvedena do provozu v roce 1963 a využívá spád kolem 46 metrů. V letech 1991 až 2020 měla průměrnou roční produkci kolem 597 GWh. Druhou elektrárnou je vodní elektrárna Mesna v obou jezerech Nord-Mesna a Sør-Mesna. Od roku 1985 se zde využívá spádová výška kolem 356 metrů. Průměrná roční produkce je asi 158 GWh.
V roce 2021 z přibližně 14 500 zaměstnaných lidí pracovalo přibližně 10 700 v samotném Lillehammeru. Více než 500 lidí dojíždělo do kommune Oslo a Ringsaker a více než 100 lidí do Gjøvik, Hamar, Øyer a Gausdal. Celkově je ale pracovních míst v kommune přebytek. V roce 2021 dojíždělo do Lillehammeru více než 1000 lidí ze sousedních kommune Ringsaker a Gausdal. Z kommune Øyer a Gjøvik to bylo více než 500 lidí.

## Politika
Od roku 1945 do roku 2023 měl Lillehammer starosty pouze ze strany Arbeiderpartiet. Po volbách v roce 2023 se stal starostou Hans Olav Sundførze jako první ze strany Høyre 

## Vzdělávání
Ve městě Lillehammer se nachází kampus Høgskolen i Innlandet (HINN).
Vysoká škola Høgskolen i Lillehammer byla samostatná státní univerzita s 3000 studenty a 250 akademickými zaměstnanci. Vznikla v roce 1971 a byla rozdělena do 4 fakult. Existovala v Lillehammeru do konce roku 2016. 1. ledna 2017 byla sloučena s univerzitou Hedmark (Høgskolen i Hedmark). To byla státní univerzita v norských městech Hamar a Elverum v kraji (fylke) Innlandet s přibližně 3 700 studenty a 400 zaměstnanci (2006).
Nově vzniklá Inland Norway University of Applied Sciences (INN University) je státní univerzita aplikovaných věd, Nachází se na šesti místech (Evenstad campus, Lillehammer campus, Rena campus, Elverum campus, Blæstad campus, Hamar campus) a má kolem 13 000 studentů, kteří jsou zapsáni ve více než 50 bakalářských a více než 30 magisterských programech. Univerzitní programy pokrývají oblasti ekologie, psychologie, sportu, společenských věd, jazyka, cestovního ruchu, podnikání a také leadershipu a inovací.

## Kultura, media a kostely

### Kultura
Lillehammer je hlavním místem konání několika každoročních festivalů a akcí.
- Lillehammer Live, festival populární hudby.
- DølaJazz, festival jazzové hudby.
- Norský festival literatury
- Festival Amandus, filmový festival a soutěž pro mladé filmaře.
- Vinterpride, LGBT festival hrdosti, slaví se vždy v únoru.

### Media
V Lillehammeru má své hlavní sídlo norská soukromá rozhlasová stanice P4 Radio Hele Norge. Noviny Gudbrandsdølen Dagningen vycházejí v Lillehammeru. Norsko-americký televizní seriál „Lilyhammer“ se odehrává v Lillehammeru

### Muzea a pamětihodnosti

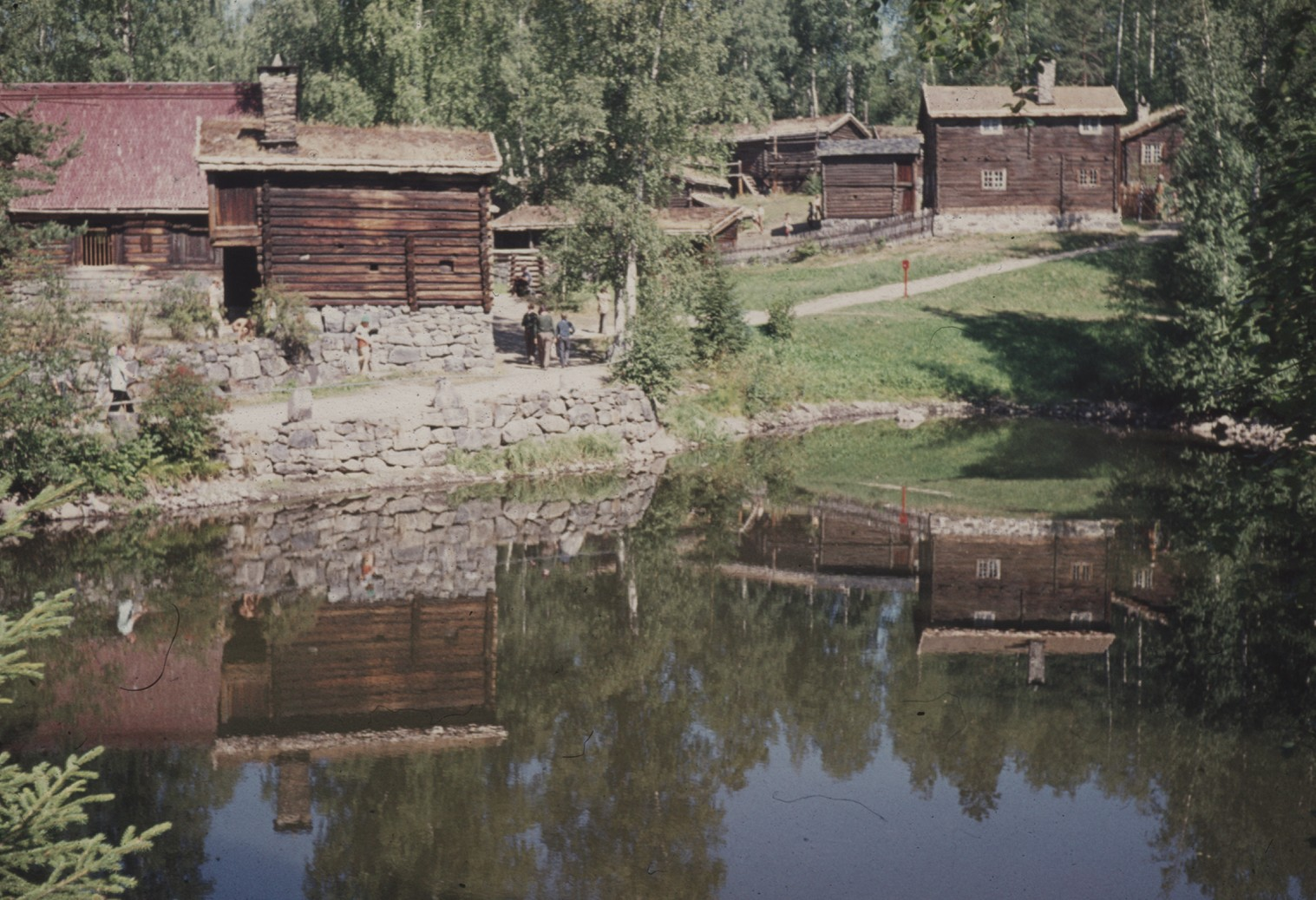
Maihaugen

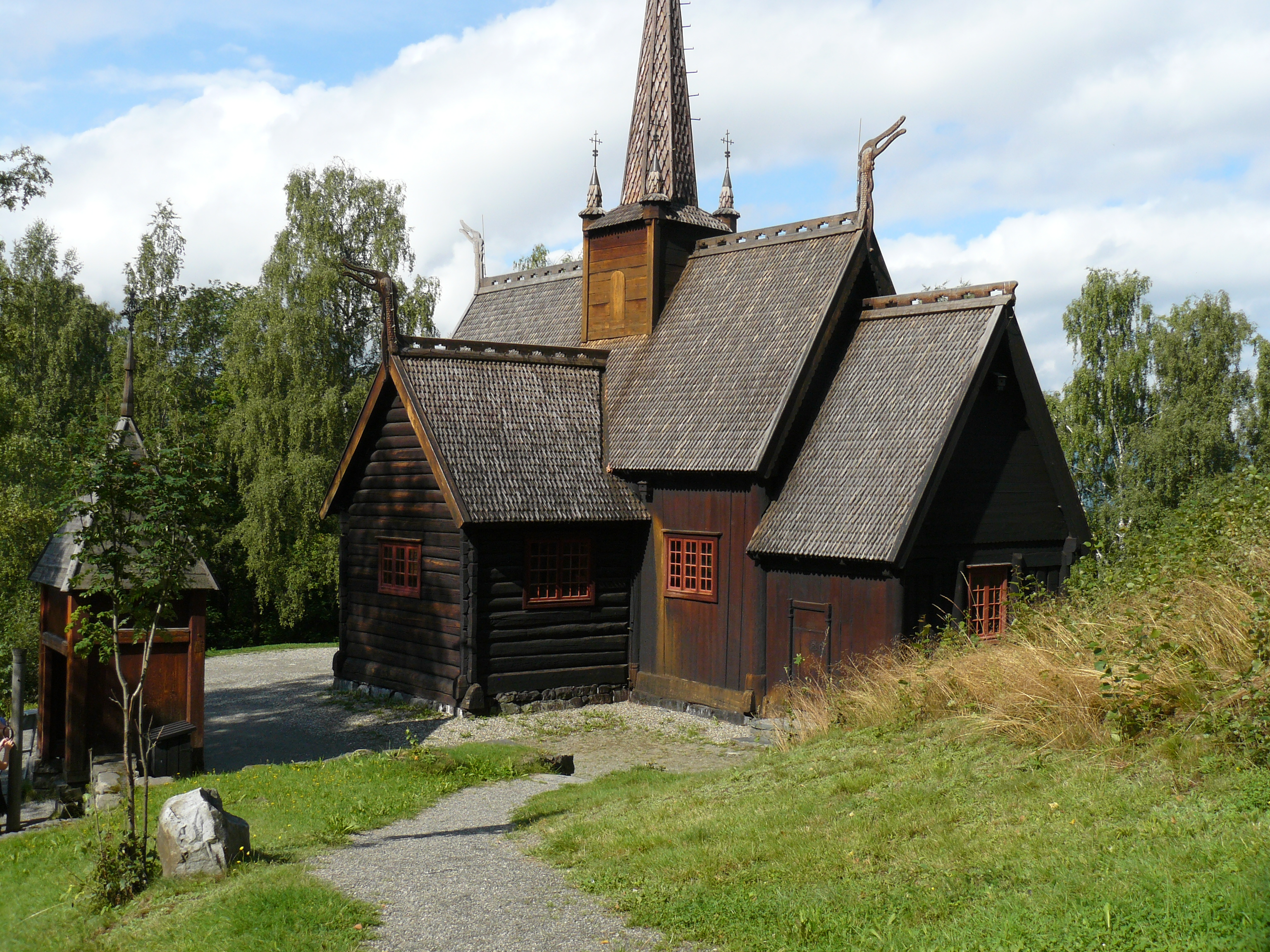
Stavkirke Garmo

Ve městě Lillehammer se nachází Maihaugen, muzeum kulturní historie, otevřené v roce 1904. Je to regionální muzeum pro region Gudbrandsdalen. Jeho součástí je Poštovní muzeum (Postmuseet) a Norské olympijské muzeum (Norges Olympiske Museum). Ve skanzenu Maihaugen se také nachází roubený kostel stavkirke. Má půdorys kříže a původně byl postaven v Garmo kolem roku 1200 jako Stavkirke Garmo na území dnešní kommune Lom. Na počátku 20. století byl ale přemístěn do skanzenu Maihaugen a zrekonstruován na muzeum. Při rekonstrukci byla použita většina materiálů způvodní budovy kostela.

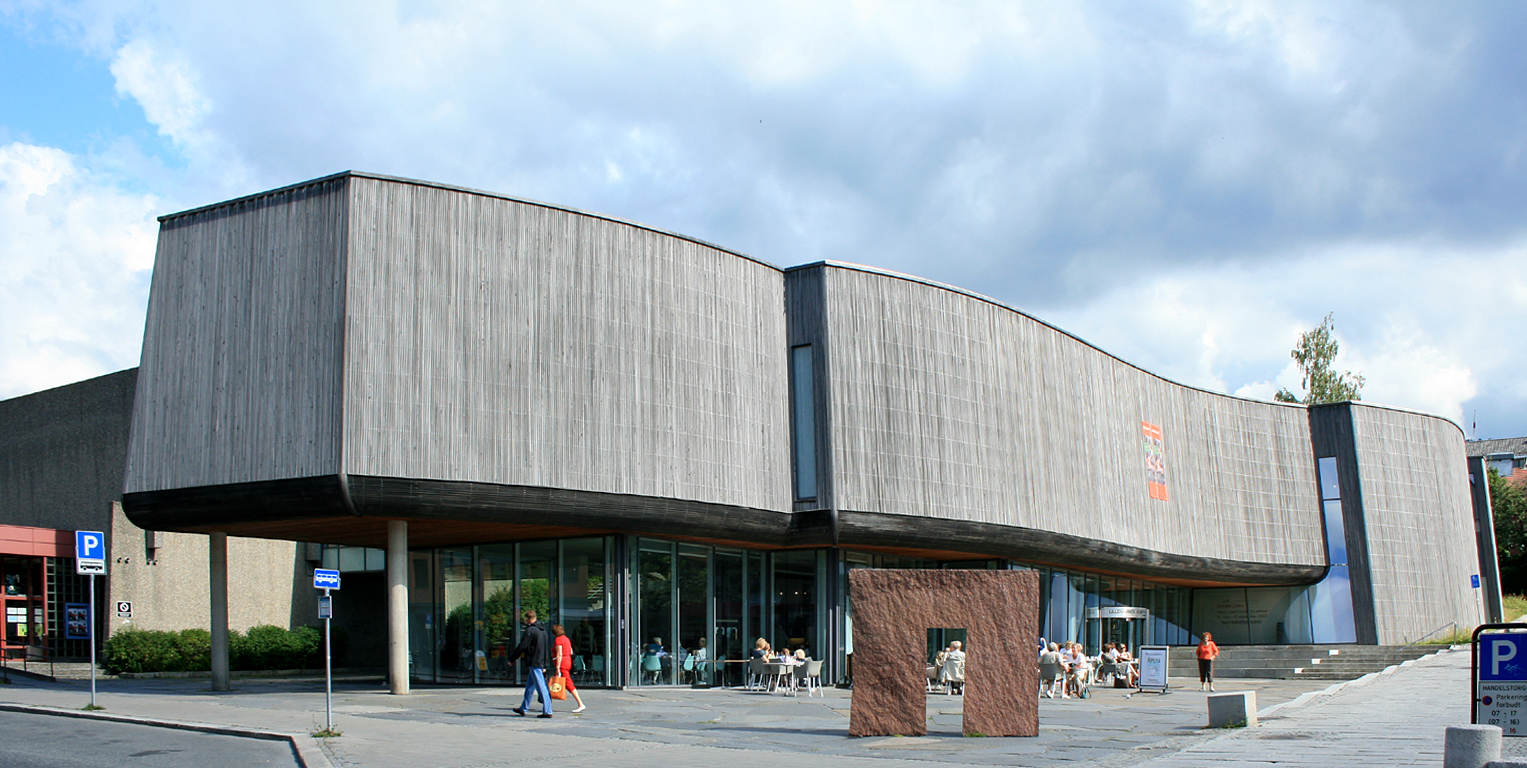
Muzeum umění v Lillehammeru

Ve městě Lillehammer je také Muzeum umění (Lillehammer Kunstmuseum), které vzniklo přestavbou původního muzea u příležitosti konání olympijských her v roce 1994. Budovu muzea navrhla architektonická kancelář Snøhetta.
Ve městě Fåberg se nachází Norské silniční muzeum (Norsk Vegmuseum).

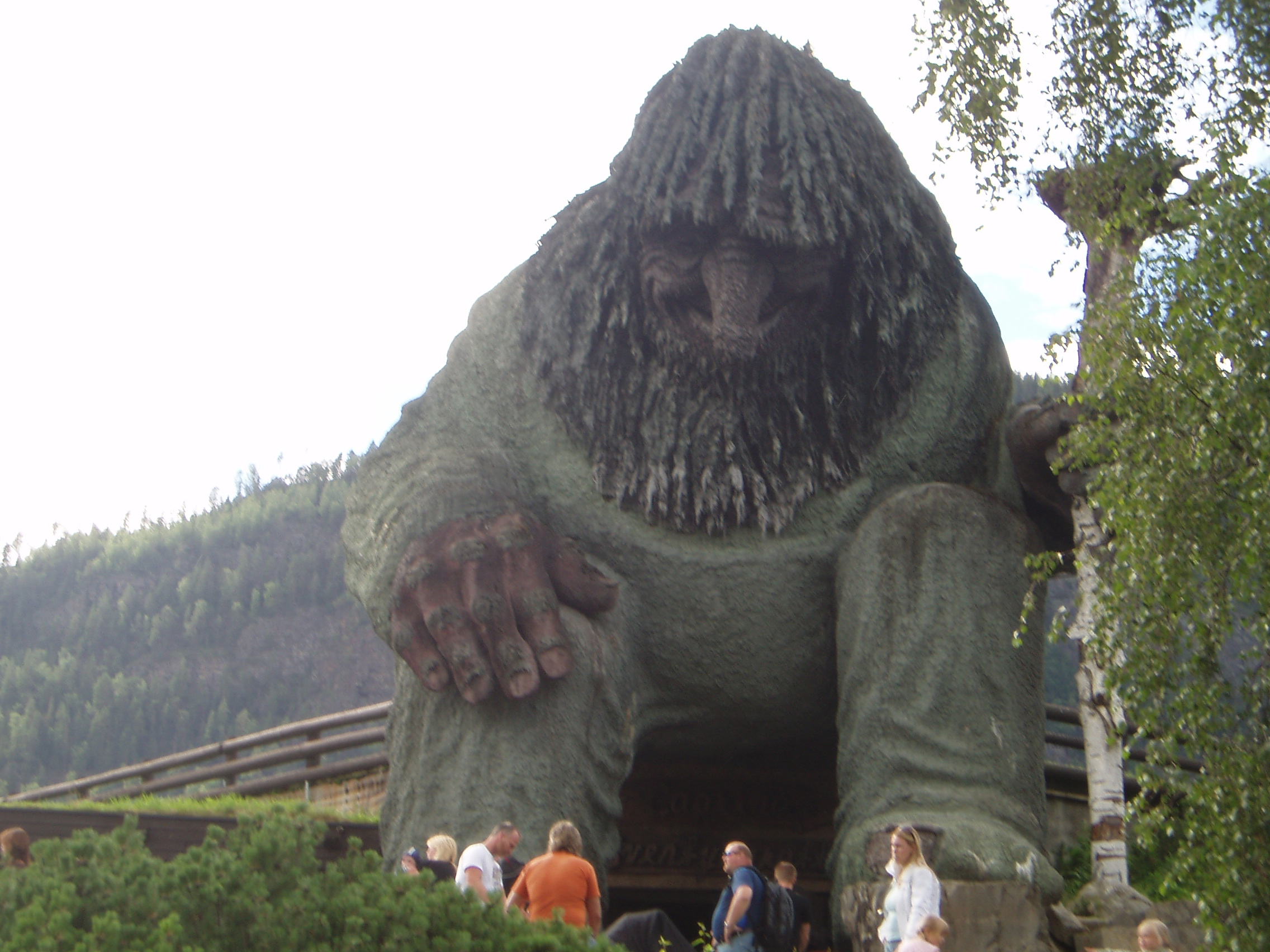
Trollet

Na severu kommune se také nachází největší zábavní park v Norsku, Hunderfossen Familiepark. Byl založen v roce 1984 a má více než 60 atrakcí a památek. Nachází se ve vesnici Hunderfossen ve Fåbergu, podél západního břehu řeky Gudbrandsdalslågen, asi 15 kilometrů severně od města Lillehammer.

### Kostely

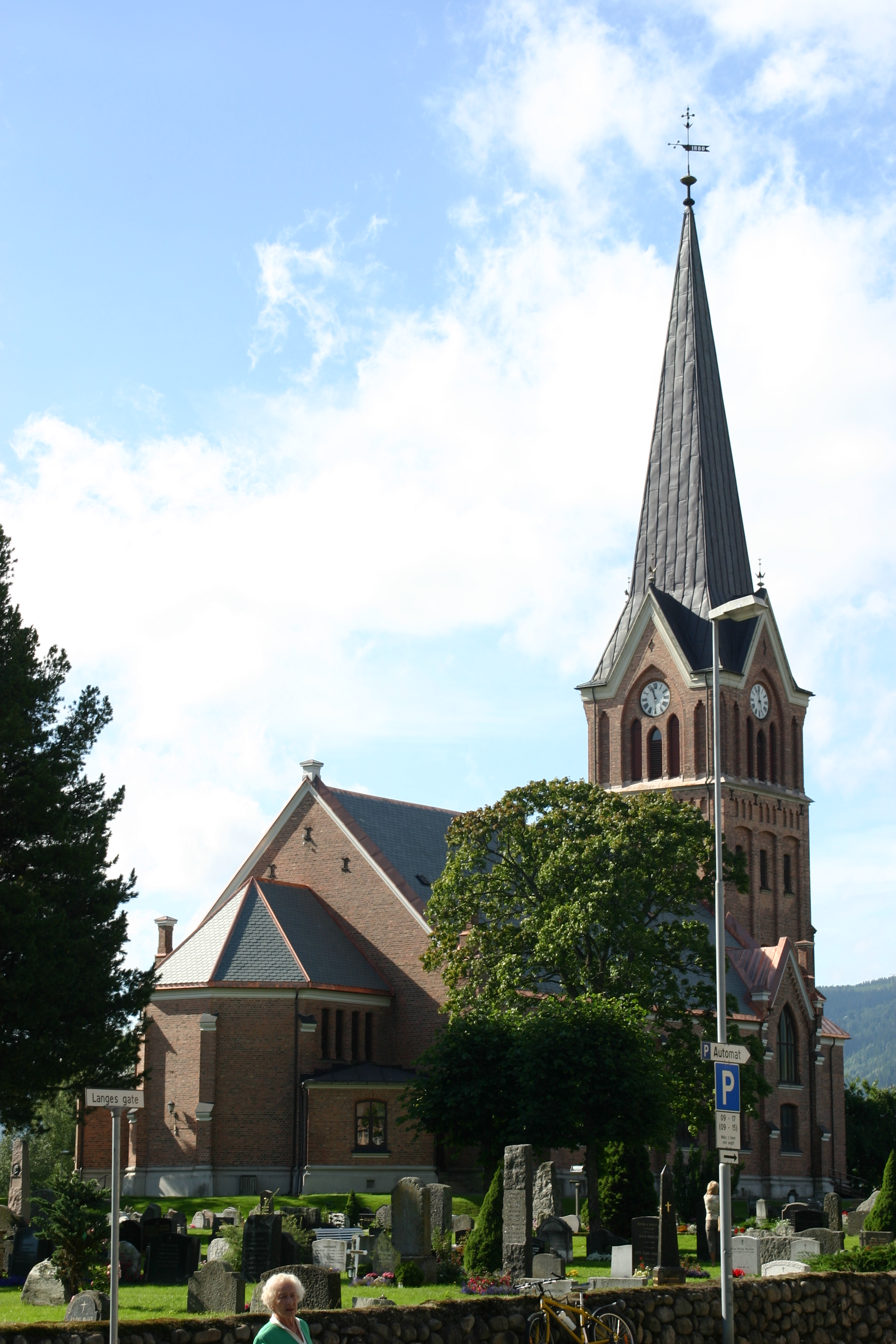
Lillehammer kirke

Lillehammer kirke ve městě Lillehammer je farní kostel norské církve. Je to kostel pro farnost Lillehammer, který je sídlem děkanství Sør-Gudbrandsdal prosti v diecézi Hamar. Červený, cihlový kostel byl postaven v dlouhém kostelním designu v roce 1882 podle plánů vypracovaných architektem Henrikem Thrap-Meyerem. Kostel má kapacitu asi 650 lidí. V roce 1959.byl přestavěn.

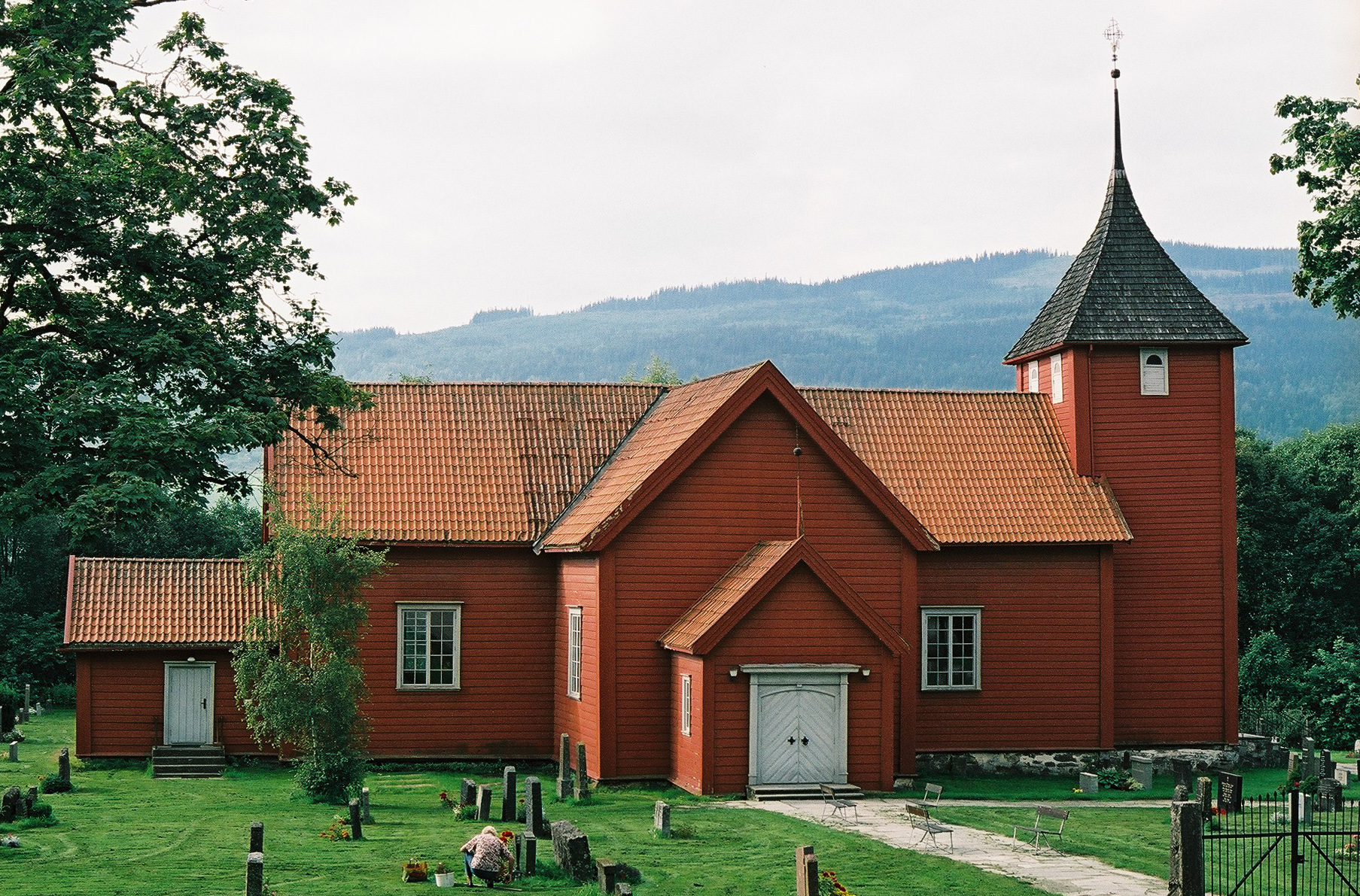
Fåberg kirke

Nedaleko měata Fåberg se nachází Fåberg kirke. Je to farní kostel norské církve pro farnost Fåberg, která je součástí děkanství Sør-Gudbrandsdal prosti v diecézi Hamar. Červený, dřevěný kostel byl postaven v křížovém tvaru v roce 1727 podle plánů vypracovaných architektem Svendem Tråsethem. Kostel má kapacitu asi 292 lidí.

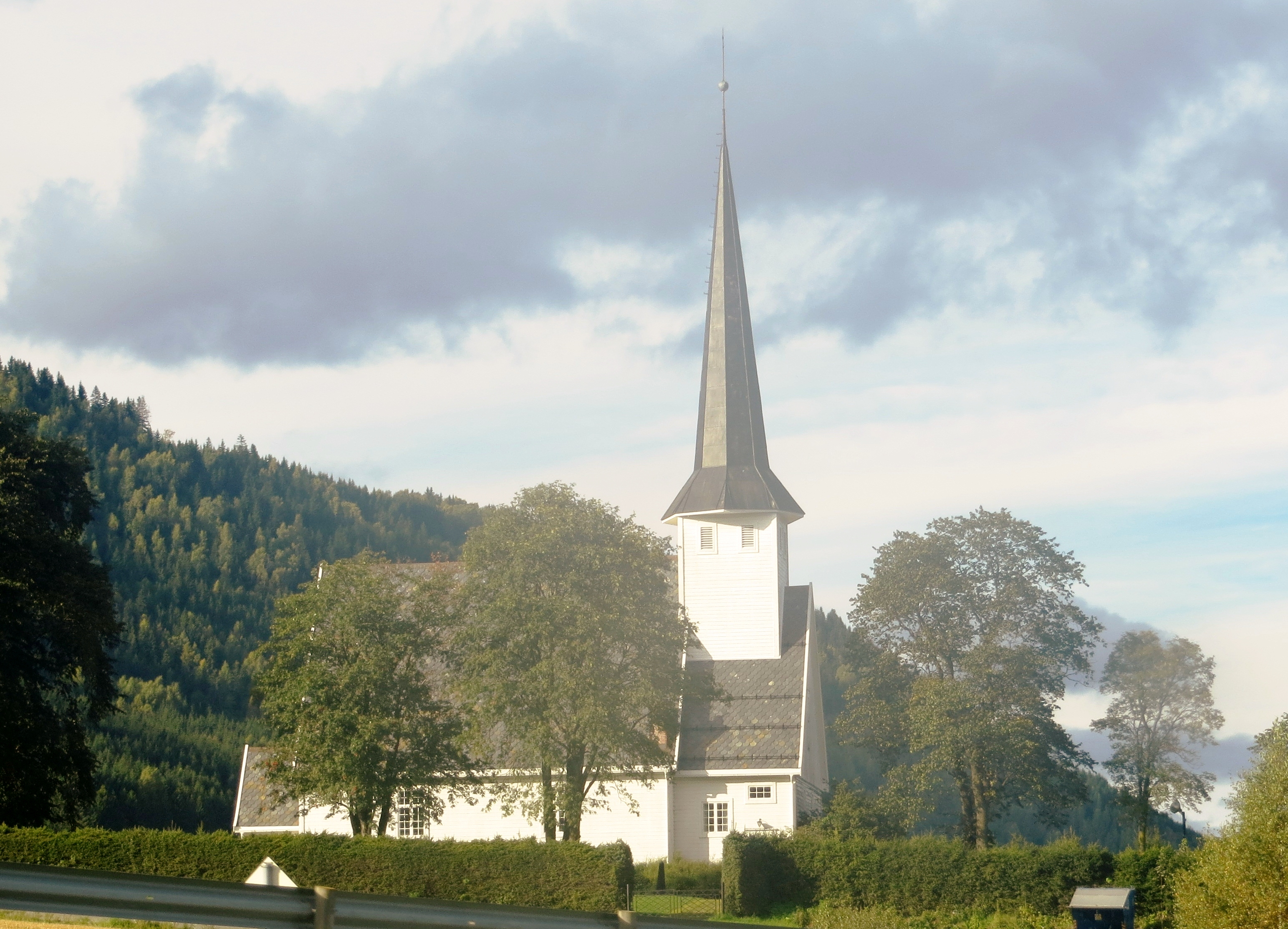
Vingrom kirke

Vingrom kirke je farní kostel norské církve. Nachází se ve vesnici Vingrom. Je to kostel pro farnost Vingrom, která je součástí děkanství Sør-Gudbrandsdal prosti v diecézi Hamar. Bílý dřevěný kostel byl postaven v dlouhém kostelním designu v národním romantickém stylu v roce 1908 podle plánů vypracovaných architekty Finem Wollebækem a Heinrichem Jürgensenem. Kostel má kapacitu asi 220 lidí.

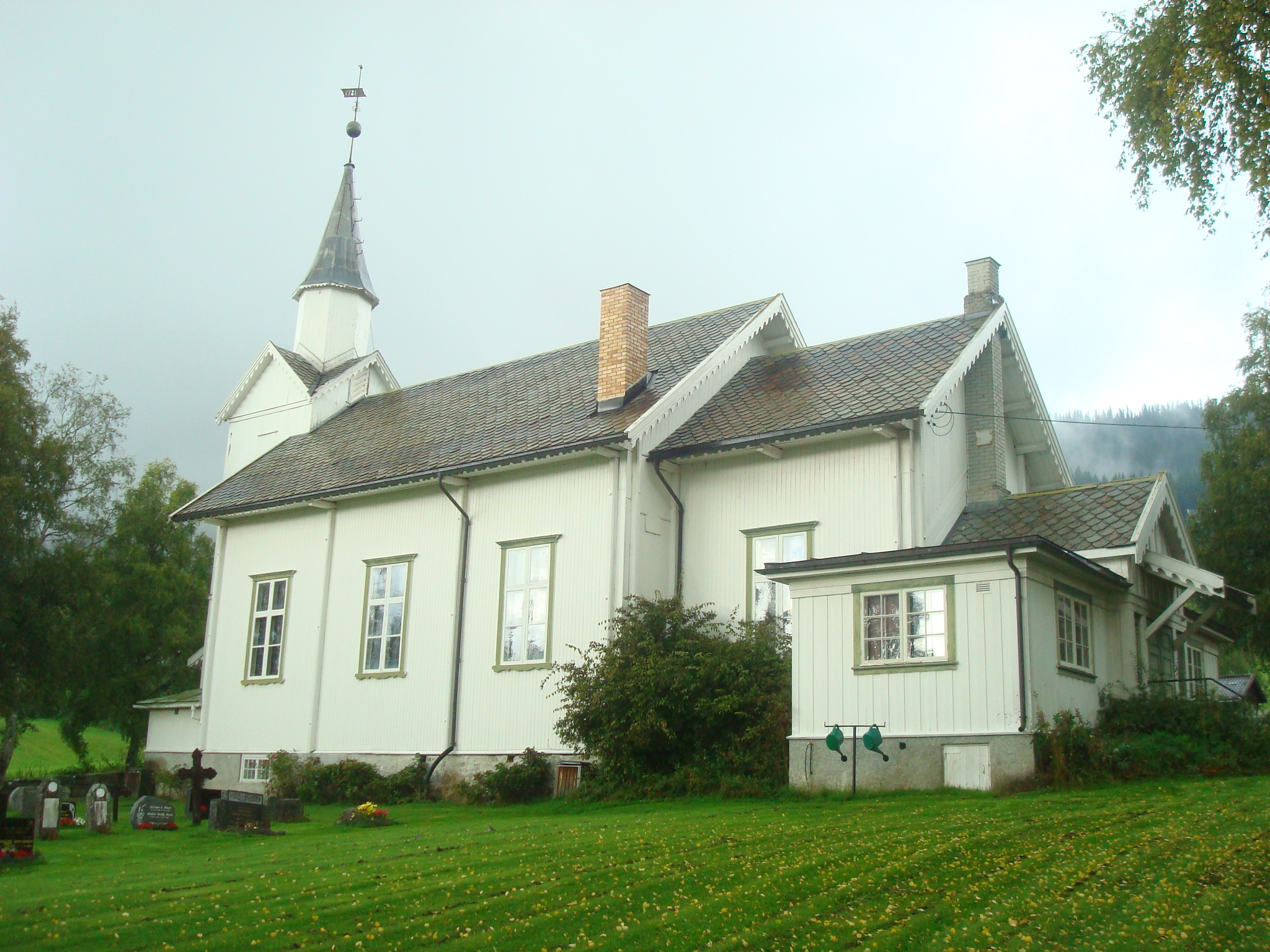
Saksumdal kirke

Saksumdal kirke je farní kostel norské církve. Nachází se ve vesnici Saksumdalen. Je to kostel pro farnost Saksumdal, která je součástí děkanství Sør-Gudbrandsdal prosti v diecézi Hamar. Bílý dřevěný kostel byl postaven v dlouhém kostelním designu v roce 1875 podle plánů neznámého architekta. Kostel má kapacitu asi 130 lidí.

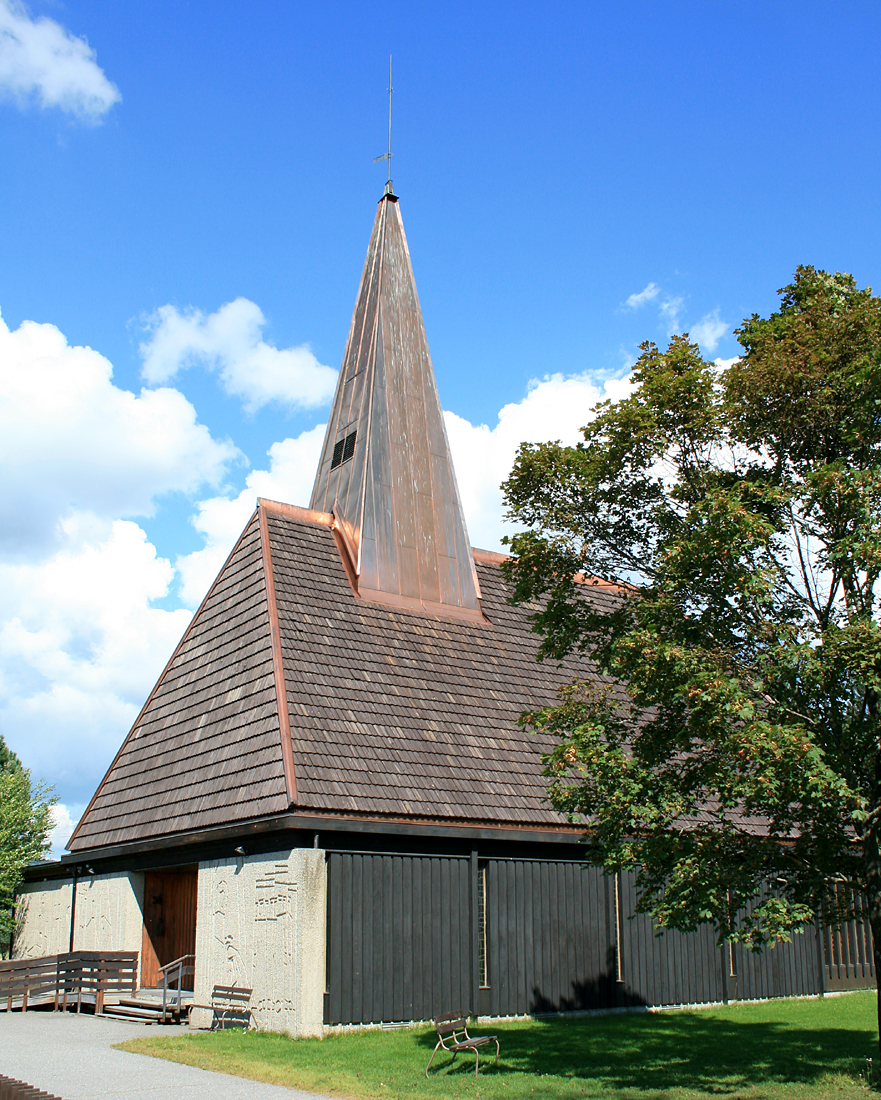
Søre Ål kirke

Søre Ål kirke je farní kostel norské církve. Nachází se v jižní části města Lillehammer. Je to kostel pro farnost Søre Ål, která je součástí děkanství Sør-Gudbrandsdal prosti v diecézi Hamar. Šedý betonový kostel byl postaven roku 1964 v pravoúhlém designu podle plánů vypracovaných architektem Bjarnem Bystadem Ellefsenem. Kostel má kapacitu asi 200 lidí.

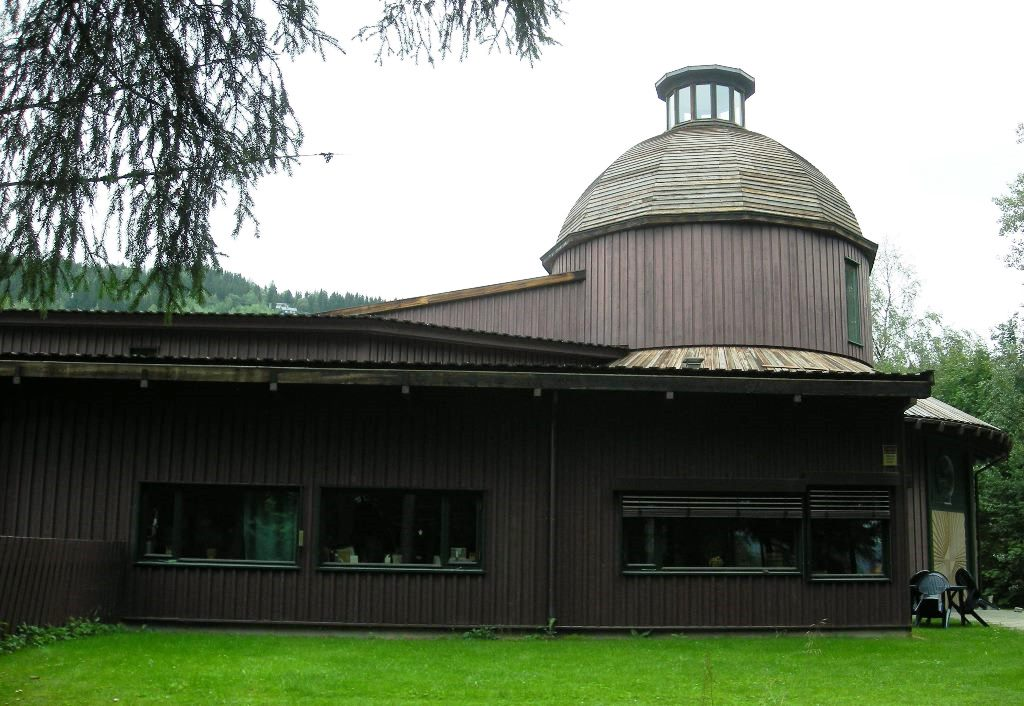
Nordre Ål kirke

Nordre Ål kirke je farní kostel norské církve. Nachází se ve městě Lillehammer. Je to kostel pro farnost Nordre Ål, která je součástí děkanství Sør-Gudbrandsdal prosti v diecézi Hamar. Hnědý, betonový a dřevěný kostel byl postaven ve tvaru vějíře v roce 1994 podle plánů architekta Willyho Sveena. Kostel má kapacitu asi 550 lidí.

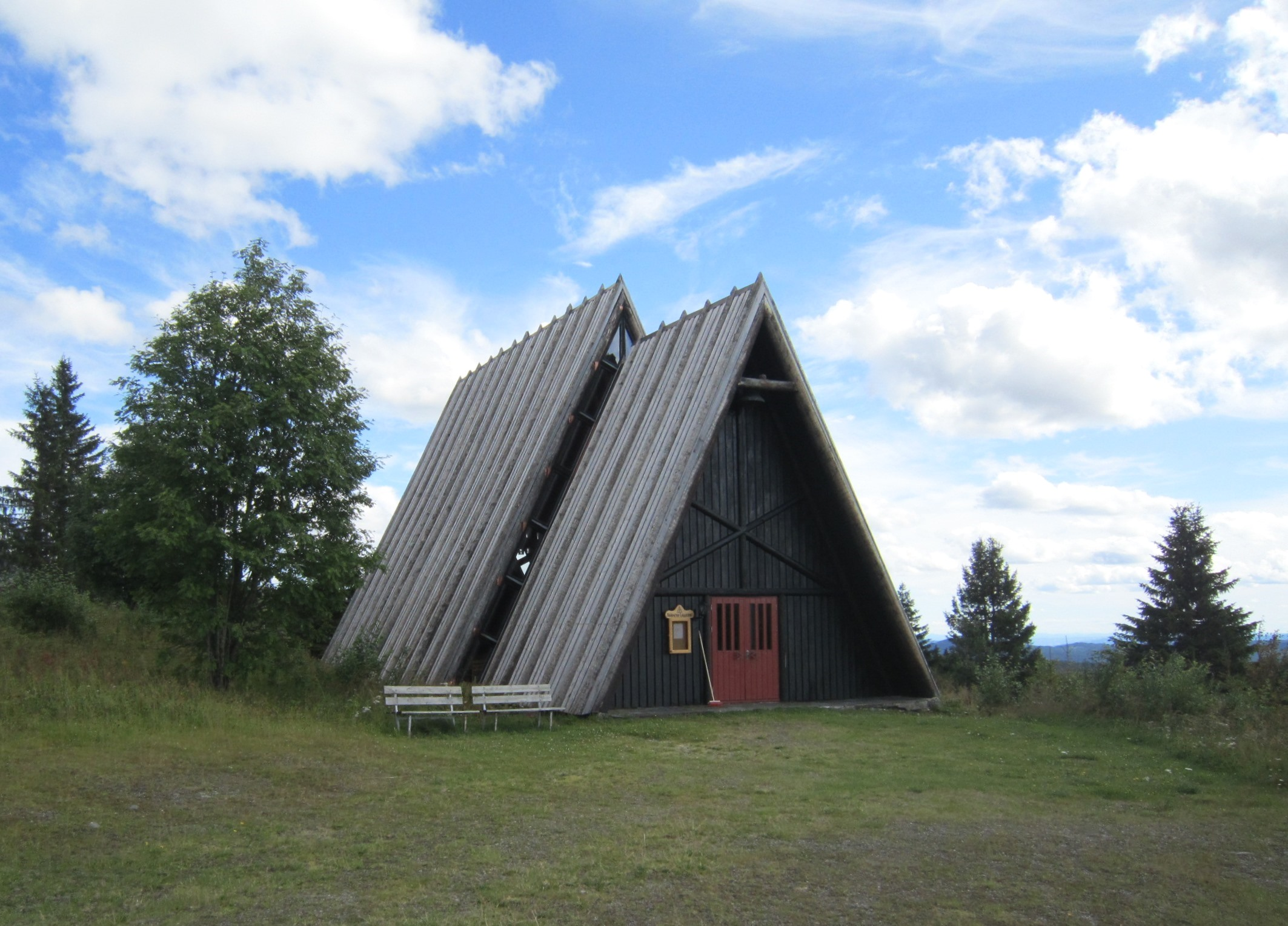
Nordseter fjellkirke

Nordseter fjellkirke je kaple norské církve. Nachází se ve vesnici Nordseter. Jedná se o přístavbu kaple pro farnost Nordre Ål, která je součástí děkanství Sør-Gudbrandsdal prosti v diecézi Hamar. Hnědý dřevěný kostel byl postaven v dlouhém kostelním designu v roce 1964 podle plánů vypracovaných architektem Erlingem Viksjø. Kostel má kapacitu asi 160 lidí.

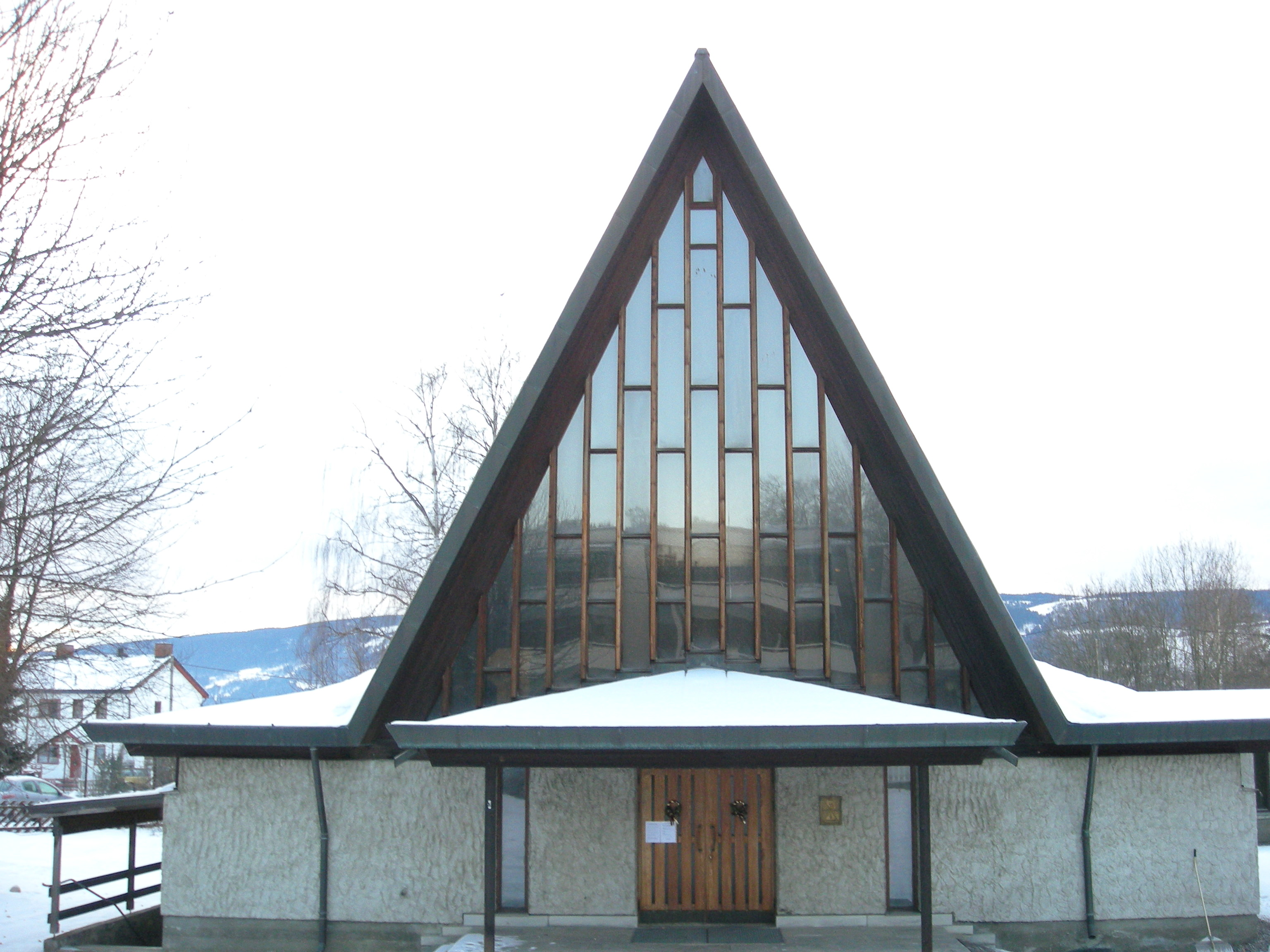
Mariakirken Lillehammer

Mariakirken på Lillehammer (kostel Panny Marie) je kostel katolické farnosti Panny Marie v Lillehammeru. Nachází se v Suttestad, v jižní oblasti města.

## Sport
Lillehammer se stal světově proslulým pořádáním XVII. zimních olympijských her v roce 1994. Město však bylo také dějištěm řady dalších důležitých sportovních akcí, jako v roce 2008 mistrovství Evropy v házené mužů, v roce 2016 zimní olympijské hry mládeže. Také se v Lillehammeru každoročně koná Birkebeinerrennet.

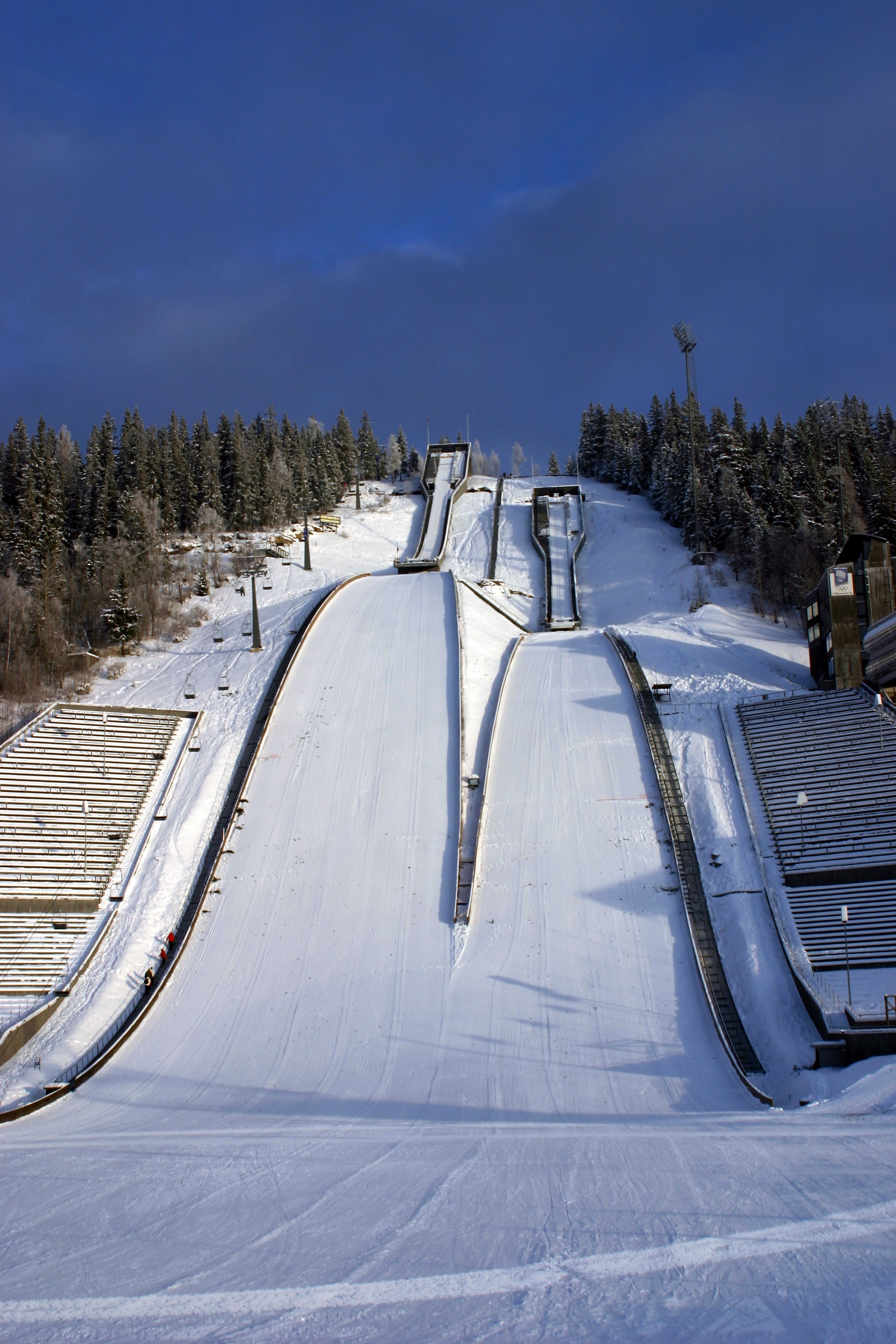
Lysgårdsbakken

V Lillehammeru je několik zařízení pro zimní sporty. V samotném městě je víceúčelová sportovní hala Håkons Hall, která se mimo jiné využívá i pro lední hokej. Dokončena byla v roce 1993. Menší hokejovou halu Kristins Hall používá hokejový klub Lillehammer IK. Skokanské můstky Lysgårdsbakken (Lysgårdsbakkene Hoppanlegg) byly dokončeny v roce 1992 a nachází se východně od města Lillehammer. Na severu komunne se ještě nachází bobová a sáňkařská dráha Lillehammer Olympiske Bob-og Akebane, která se využívá během zimních her.

## Erb, jméno a partnerská města

### Erb
Erb byl udělen 4. dubna 1898

Erb

Popis erbu: Znaky jsou děleny diagonální čarou. Pole (pozadí) nad čarou má modrou tinkturu. Pod čarou má pole argentinovou tinkturu, což znamená, že je běžně zbarveno bíle, ale pokud je vyrobeno z kovu, použije se stříbro. Historicky oděný válečník se zlatými botami, červenou sukní a punčochami, sjíždí po úbočí hory pod modrou oblohou na stříbrných lyžích s červeně zdobenou pokrývkou hlavy, V pravé ruce třímá červené kopí se stříbrnou špičkou a vlevo trojúhelníkový štít v bílé a červené barvě, rozdělený kulatým symbolem ve smíšených barvách. Design symbolizuje historický význam doby, kdy birkebeineři převáželi budoucího krále Haakona z Lillehammer do Rena na lyžích. Nad erbem je trojvěžová zlatá hradební koruna.

### Jméno
Jméno Lillehammer znamená Malý Hamar a stojí v kontrastu ke Storhamar (Velký Hamar), což byla stejnojmenná farma města Hamar ležícího dále na jih. Základní termín hamar se používá pro hory s alespoň jednou strmou stranou. Lillehammer se objevuje i ve starších pramenech pod názvem Litlikaupangr, což naznačuje, že Lillehammer byl ve vrcholném středověku tržištěm (Kaupang).

### Partnerská města
Lillehammer má následující partnerská města:
- Hørsholm, Dánsko
- Leksand, Švédsko
- Oulainen, Finsko
- Oberhof, Německo od 1. března 1993)
- Hayward, Spojené státy americké (od roku 1977)
- Autrans (nyní: Autrans-Méaudre en Vercors), Francie (od roku 1973)
- Minamiuonuma, Japonsko (od roku 1972)

S Lillehammerem mají přátelské vztahy také:
- Düsseldorf, Německo
- Minakami, Japonsko
- Radviliškis, Litva
- Sarajevo, Bosnia a Herzegovina

## Osobnosti
Mezi významné, v Lillehammeru narozené osobnosti patří Olemic Thommessen, bývalý předseda norského parlamentu Storting, bývalý cyklistický závodník na dráze, silnici a cyklocrosu Edvald Boasson Hagen, mistr Norska v letech 2004–2018 a archeoložka Anne Stine Ingstad, která se spolu se svým manželem Helge Ingstadem proslavila objevením vikingské osady v L'Anse aux Meadows v Kanadě.